# Metaplagia cordata
Metaplagia cordata là một loài ruồi trong họ Tachinidae.